# Venera iz Monruza
Venera iz Monruza (također Venera iz Neuchâtela, Venera iz Neuchâtel-Monruza) je figura Venere iz kasnog gornjeg paleolitika ili početka Epipaleolitika, koja datira do kraja Magdaléniena, prije oko 11 000 godina. Riječ je o crnom gagatnom privjesku u obliku stiliziranog ljudskog tijela, visine 18 mm. Otkriven je 1991. godine, prilikom izgradnje autoceste N5, u mjestu Monruz u općini Neuchâtel, Švicarska.
Figurice Venere iz Petersfelsa s nalazišta u blizini Engena u Njemačkoj pokazuju iznimnu sličnost s Venerom iz Monruza. Osobito je to slučaj za najveću od njih, nazvanu Venera iz Engena koju je možda radio isti umjetnik. Također je napravljena od gagata, a datira iz Magdaléniena - do prije oko 15 000 godina. Mjesta pronalaska dviju figurica su udaljena oko 130 km.

## Vanjske poveznice
- Don Hitchcock (Don's Maps): "Venuses of Neuchatel-Monruz"  Arhivirana inačica izvorne stranice od 26. ožujka 2021. (Wayback Machine)